# جایگزینی زبان
جایگزینی زبان، که همچنین به عنوان انتقال زبان، تغییر زبان یا یکسان‌سازی زبان نیز شناخته می‌شود، فرایندی است که به موجب آن زبان یک جامعه به زبانی دیگر تغییر می‌کند. می‌توان گفت زبان‌هایی که دارای وضعیت بهتر یا شمار بیشتر گویشور هستند، تثبیت می‌شوند یا گسترش می‌یابند. جایگزینی گلی با لاتین در زمان امپراتوری روم نمونه‌ای از جایگزینی زبانی است.